# 複製された男
『複製された男』（ふくせいされたおとこ、原題：Enemy）は、2013年のカナダ映画。ポルトガルのノーベル賞作家ジョゼ・サラマーゴの小説『複製された男』（原題：The Double, 2002年）の映画化。監督はドゥニ・ヴィルヌーヴ。ジェイク・ギレンホールが瓜二つの男を1人2役で演じた。

## ストーリー
ある日、なにげなく鑑賞した映画の中に自分と瓜二つの俳優を見つけた大学の歴史講師アダムは興味を持ち、その俳優アンソニーの居場所を突き止める。その後、2人は顔、声、生年月日などすべてが一致することを知ったうえ、やがてアダムの恋人メアリー、アンソニーの妻ヘレンを巻き込み、想像を絶する運命をたどる。

## キャスト
※括弧内は日本語吹替
- アダム／アンソニー - ジェイク・ギレンホール（高橋広樹）
- メアリー - メラニー・ロラン（志田有彩）
- ヘレン - サラ・ガドン（小林沙苗）
- キャロライン - イザベラ・ロッセリーニ（西宏子）

## 公開
2013年9月8日、トロント国際映画祭で上映された。カナダ国内では2014年3月14日に公開された。カナダ・スクリーン・アワードで最優秀作品賞・監督賞を受賞した。日本では2014年7月19日に全国公開された。

## 評価
映画のレビューを集積するウェブサイトRotten Tomatoesによると、80個のレビューのうち75%が好意的な評価を下し、評価の平均は6.5/10だった。

## 作品解説
「複製された男」というタイトルであるが、実際は主人公の潜在意識を通して男女の愛を語る作品である。